# Admirałowie floty Związku Radzieckiego
Lista admirałów floty nadanych w Związku Socjalistycznych Republik Radzieckich

## Admirałowie floty Związku Radzieckiego
(stopień wprowadzony 3 marca 1955 – Адмирал Флота Советского Союза)
- Nikołaj Gierasimowicz Kuzniecow(*) (24 lipca 1904–6 grudnia 1974), mianowany admirałem 4 czerwca 1940, admirałem floty – 31 maja 1944, obniżono stopień do kontradmirała – 10 lutego 1944, mianowany wiceadmirałem – 27 stycznia 1951, admirałem floty – 13 maja 1953, admirałem floty Związku Radzieckiego – 3 marca 1955, obniżono stopień do wiceadmirała – 17 lutego 1956, mianowany ponownie admirałem floty Związku Radzieckiego (pośmiertnie) – 26 lipca 1988
- Iwan Stiepanowicz Isakow (22 sierpnia 1894–11 października 1967), mianowany 3 marca 1955
- Siergiej Gieorgijewicz Gorszkow (26 lutego 1910–13 maja 1988), mianowany 28 października 1967

(*) Od 25 maja 1945 do 3 lutego 1948 i od 11 maja 1953 do 3 marca 1955 nosił stopień admirała floty odpowiadający wówczas stopniowi marszałka Związku Radzieckiego.
Uwaga: od 25 maja 1945 do 3 marca 1955 stopień admirała floty był odpowiednikiem stopnia marszałka Związku Radzieckiego.
Podczas wprowadzania stopni generałów i admirałów w 1940 wprowadzono stopień admirała floty, odpowiadający stopniowi generała armii, jednakże ten stopień faktycznie nie został nikomu przyznany. Do maja 1944, kiedy admirałami floty zostali ludowy komisarz marynarki N. G. Kuzniecow i szef Sztabu Głównego Marynarki I. S. Isakow, najwyższymi stopniem w marynarce był faktycznie stopień admirała. Do czasu otrzymania stopnia admirała floty stopień admirała nosili: Lew M. Galler, Nikołaj G. Kuzniecow, Iwan S. Isakow (wszyscy od 4 czerwca 1940) oraz Władimir F. Tribuc i Iwan S. Jumaszew (od 31 maja 1943).